# Heřmanice (Králíky)
Heřmanice (německy Hermsdorf) je malá vesnice, část města Králíky v okrese Ústí nad Orlicí. Nachází se asi pět kilometrů severně od Králík. Heřmanice leží v katastrálním území Heřmanice u Králík o rozloze 5,56 km².

## Historie
První písemná zmínka o vesnici pochází z roku 1577.
| Rok            | 1869 | 1880 | 1890 | 1900 | 1910 | 1921 | 1930 | 1950 | 1961 | 1970 | 1980 | 1991 | 2001 | 2011 | 2021 |
| -------------- | ---- | ---- | ---- | ---- | ---- | ---- | ---- | ---- | ---- | ---- | ---- | ---- | ---- | ---- | ---- |
| Počet obyvatel | 493  | 456  | 456  | 360  | 379  | 362  | 338  | 129  | 127  | 111  | 81   | 80   | 68   | 65   | 72   |

## Fotogalerie

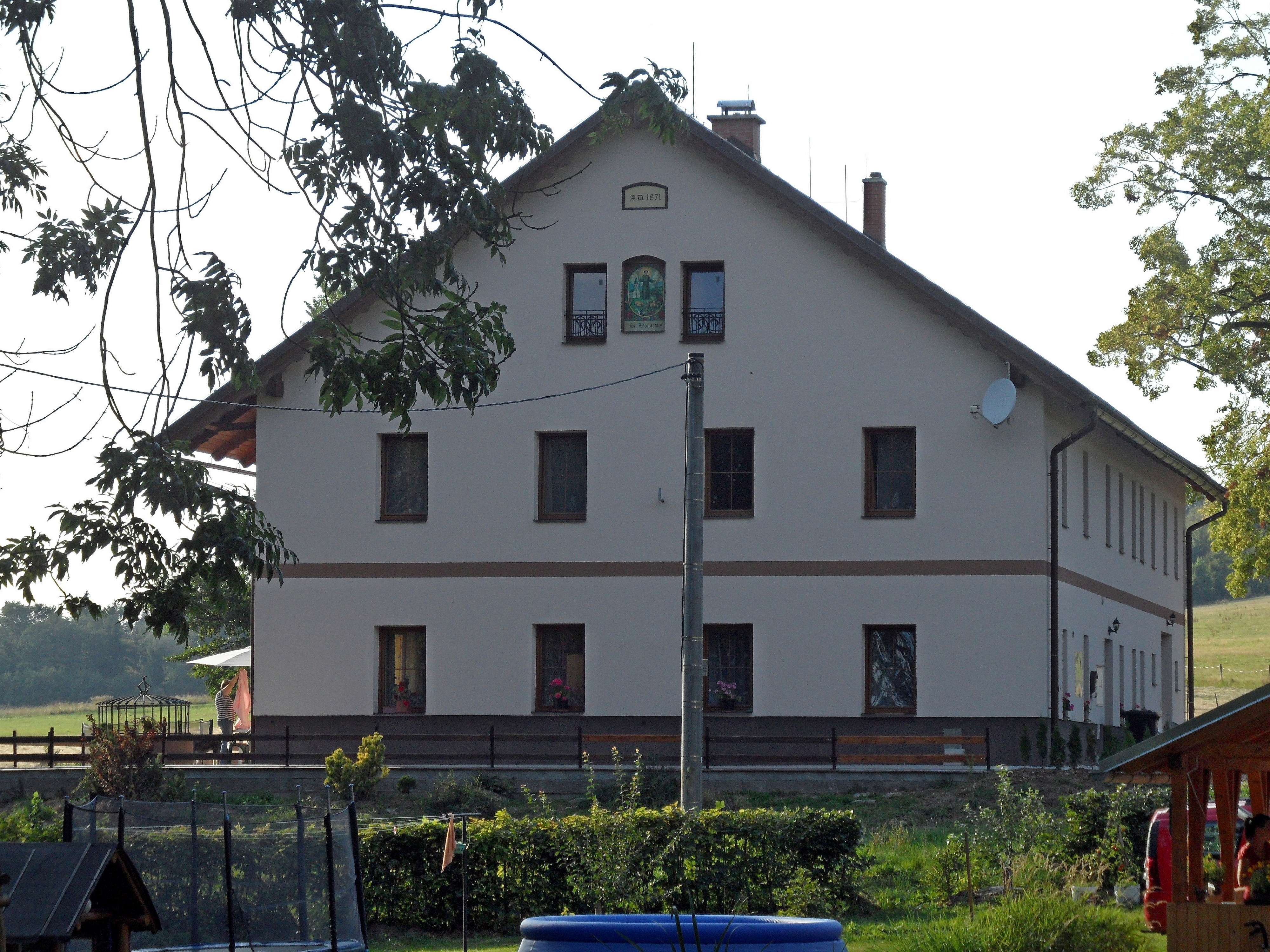
Dům z roku 1871, s obrazem ve výklenku
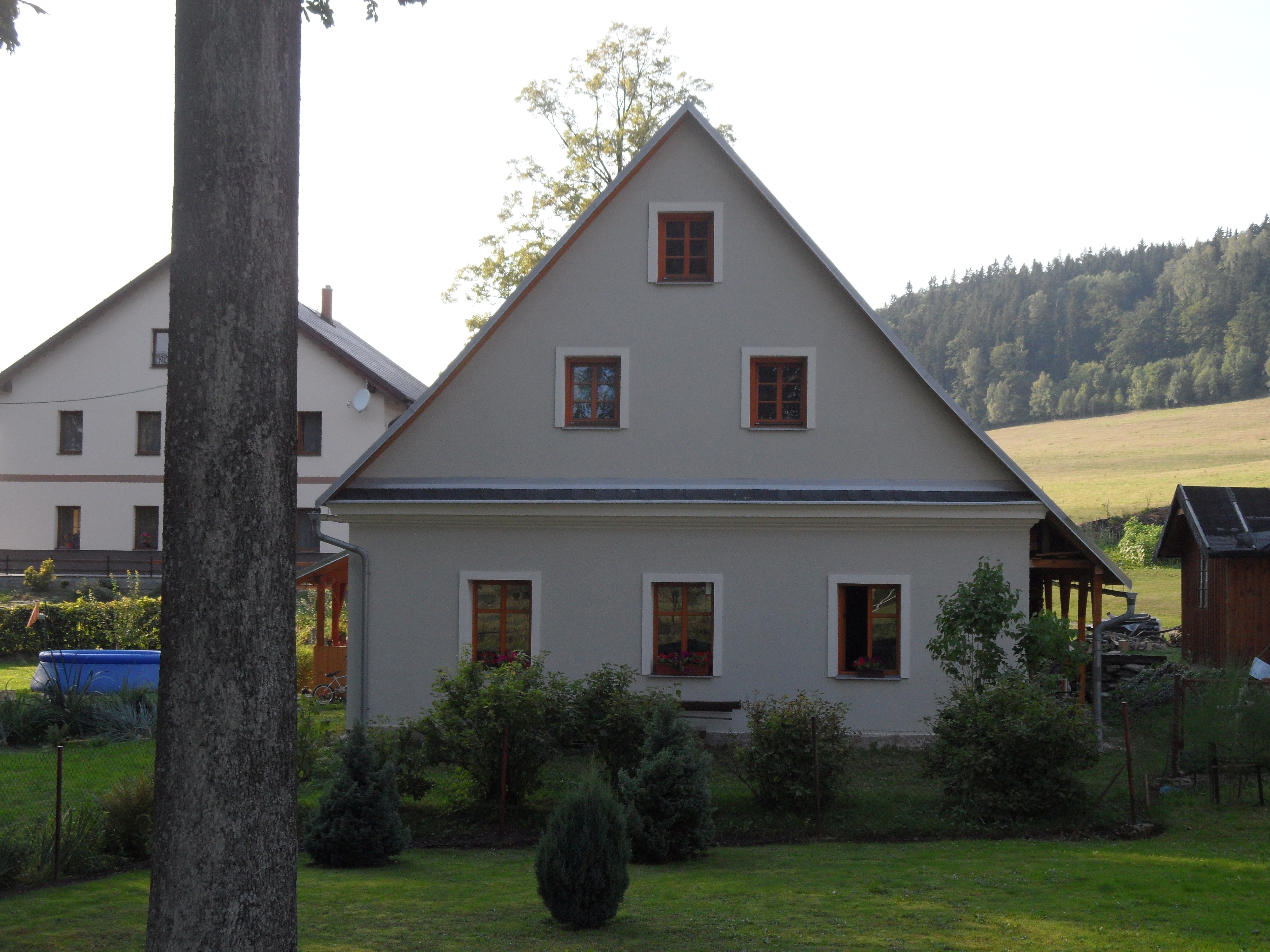
Dům u stromu
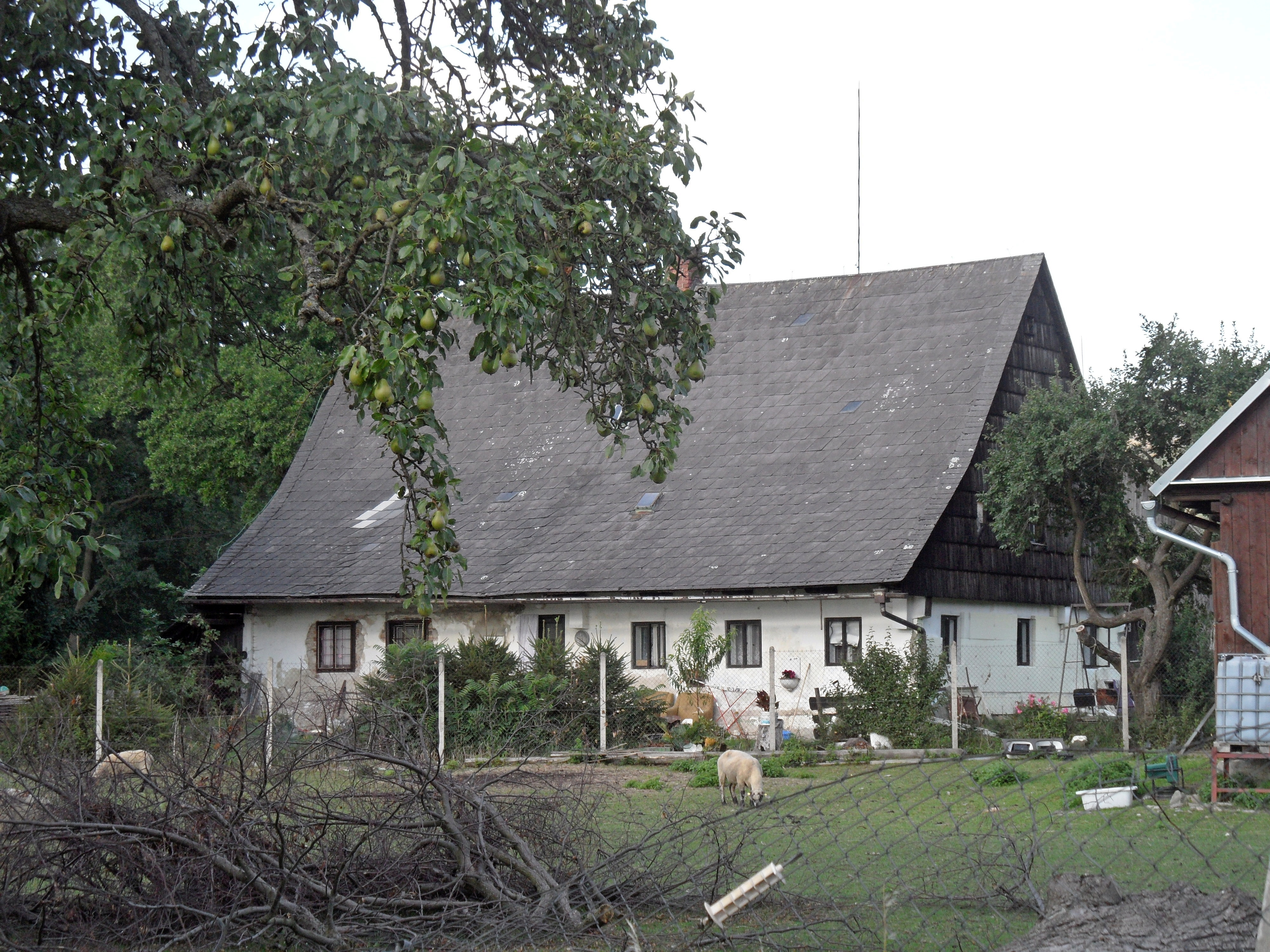
Dům s vysokou střechou
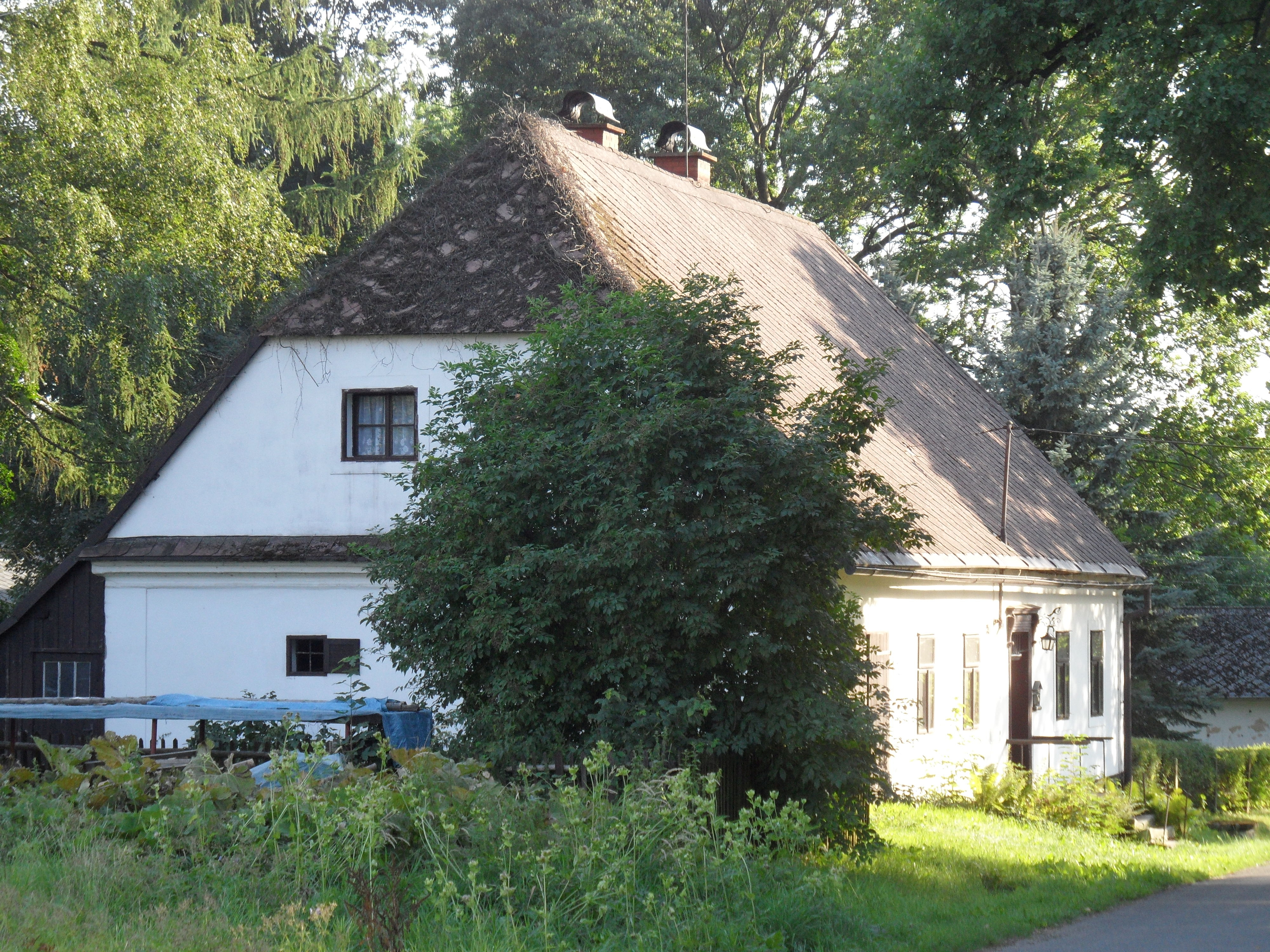
Starý dům
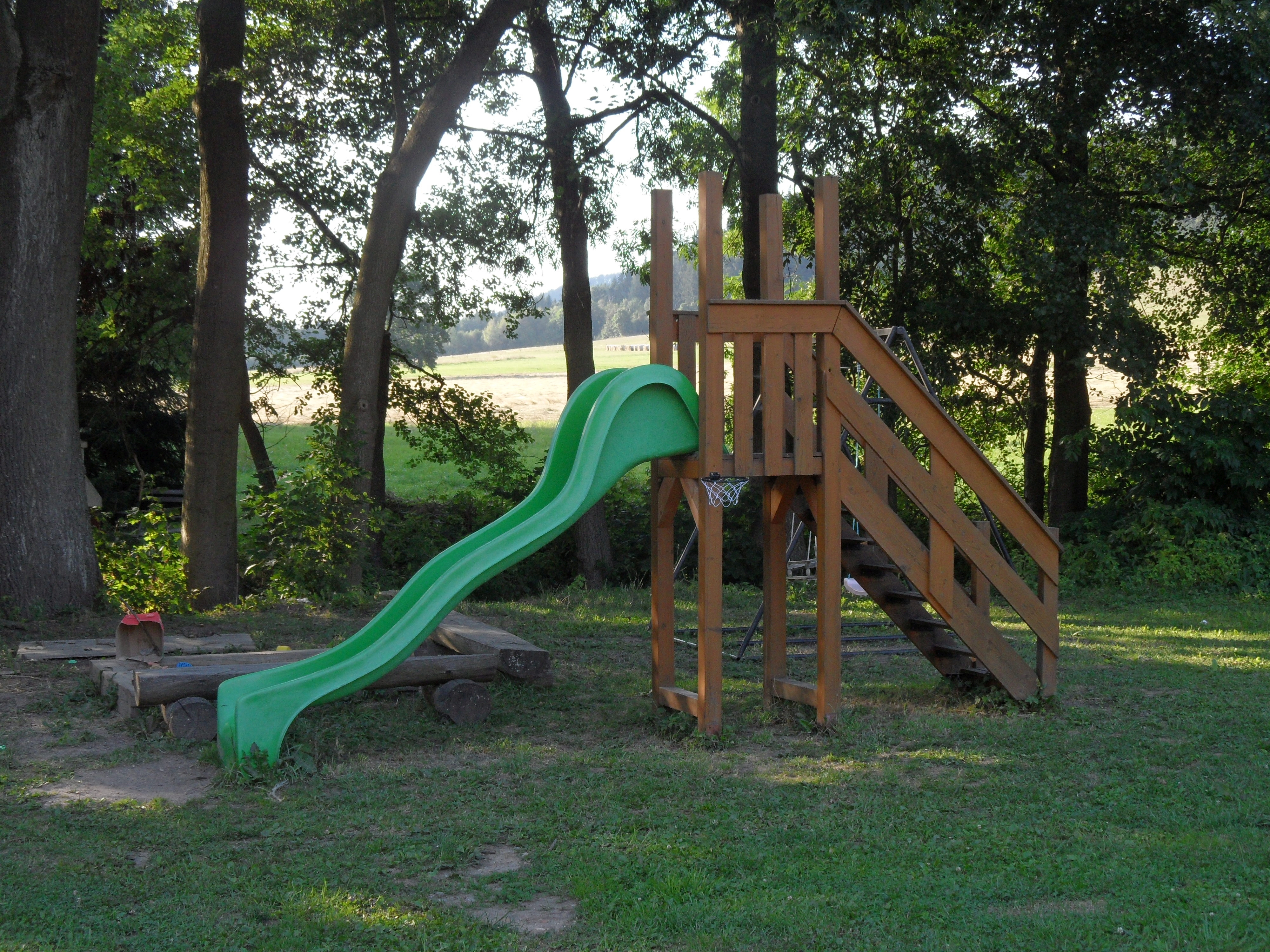
Dětské hřiště
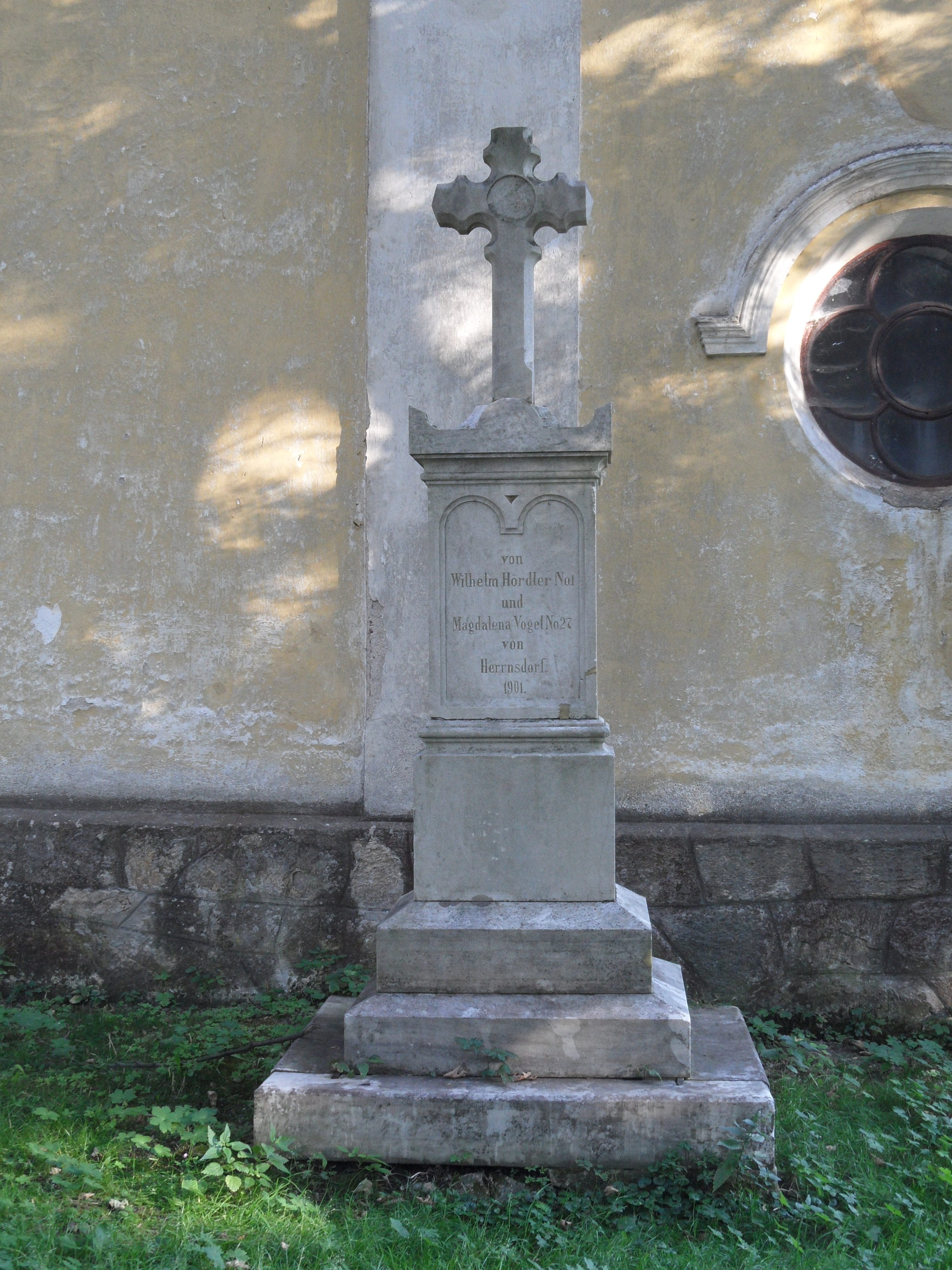
Křížek u kostela